# Cladocerotis murina
Cladocerotis murina là một loài bướm đêm trong họ Noctuidae.